# Bruce Lee
Bruce Lee (chinesisch 李小龍 / 李小龙, Pinyin Lǐ Xiǎolóng, Jyutping Lei5 Siu2lung4, kantonesisch Lee Siu-lung, * 27. November 1940 in San Francisco; † 20. Juli 1973 in Hongkong; geboren als Lee Jun-fan 李振藩,  Lǐ Zhènfán, Jyutping Lei5 Zan3faan4) war ein sinoamerikanischer Schauspieler, Kampfkünstler und Kampfkunst-Ausbilder. Er gilt als Ikone des Martial-Arts-Films und wird von vielen als größter Kampfkünstler des 20. Jahrhunderts angesehen. Er entwickelte den Kampfkunststil Jeet Kune Do.

## Leben

### Kindheit und Jugend
Bruce Lee wurde am 27. November 1940 im Chinese Hospital von Chinatown in San Francisco als viertes Kind des chinesischen Schauspielers Lee Hoi-chuen (李海泉,  Lǐ Hǎiquán, Jyutping Lei5 Hoi2cyun4, kantonesisch Li Hoi Chuen) und der Deutsch-Chinesin Grace Ho (何愛瑜 / 何爱瑜,  Hé Àiyú, Jyutping Ho4 Oi3jyu4) geboren. Da er in den Vereinigten Staaten zur Welt kam, hatte er neben der chinesischen auch die US-amerikanische Staatsbürgerschaft. Seine Mutter war die Tochter von Ho Kom-tong (何甘棠,  Hé Gāntáng, Jyutping Ho4 Gam1tong4) und die Nichte von Robert Ho-Tung (何東爵士 / 何东爵士), die beide angesehene Geschäftsleute in Hongkong waren.

#### Name
Im chinesischen Sprachgebrauch nennt man den Familiennamen zuerst, der Geburtsname von Bruce Lee lautet daher im Kantonesischen Lee Jun-fan (李振藩). „Jun“ (振,  zhèn, Jyutping zan3) bedeutet wörtlich „antreiben, anspornen, aufrütteln, abschütteln, erschüttern, entfachen, inspirieren“, die Silbe „Fan“ (藩,  fān, Jyutping faan6) bedeutet wörtlich „Gartenzaun“ und bezieht sich auf die kantonesische Bezeichnung für San Francisco (kantonesisch 三藩市, Jyutping Saam1faan4 Si5, Pinyin Sānfān Shì). „Jun-fan“ bedeutet also etwa „sich inspirieren und antreiben dadurch San Francisco (USA) bereichern“ und somit zum „Wohlstand kommen“. Während seiner Kindheit wurde er oft, vor allem in der Familie, „Sai-fon – kleiner Phönix“ (細鳳 / 细凤,  Xìfèng, Jyutping Sai3fung6) genannt, ein weiblich klingender Name, der eigentlich sowohl weiblich als auch männlich sein kann. Der Grund war, dass der erste Sohn von Bruces Eltern bereits als Kind verstorben war. Sie glaubten, die Götter könnten ihnen nun womöglich auch noch diesen Sohn nehmen. Darum erhielt er einen Mädchennamen, um die Götter „auszutricksen“. Manchmal wurde er in der Familie auch „Mo Si Ting“ (kant. 冇時停 / 冇时停, Jyutping mou5si4ting4) genannt, was so viel wie „sich nie ruhig hinsetzen“, „ständig aktiv sein“ bedeutet und seine Persönlichkeit treffend beschrieb. Seinen weltbekannten englischen Namen „Bruce“ erhielt er vermutlich von der Ärztin Mary Glover; allerdings nutzte er diesen erst später, vor allem während seiner Zeit in den USA.

#### Familie
Lees Vater Lee Hoi-chuen war seinerzeit einer der führenden Schauspieler in der kantonesischen Oper und regionalen Filmen, weshalb er häufig mit Opern in der ganzen Welt unterwegs war. So bereiste er auch die Vereinigten Staaten und trat dort in zahlreichen chinesischen Gemeinden auf. Zu dieser Zeit griff der Zweite Weltkrieg auf Hongkong über und mündete in der Besetzung Hongkongs durch japanische Truppen. Obwohl viele seiner Schauspielkollegen deshalb in den USA blieben, reisten Lee Hoi-chuen und seine Frau drei Monate nach der Geburt ihres Sohnes nach Hongkong zurück und verbrachten „drei Jahre und acht Monate“ A (三年零八個月,  Sān nián líng bā gè yuè, Jyutping Saam1 nin1 ling4 baat3 go3 jyut6) unter japanischer Herrschaft. Die lange Überfahrt nach Hongkong und der Wechsel der klimatischen Bedingungen machten dem in seiner frühen Kindheit kränkelnden Bruce zu schaffen. Nach der japanischen Kapitulation und Wiederherstellung der britischen Verwaltung begann Lee Hoi-chuen wieder mit der Schauspielerei und erlangte während der Zeit des Wiederaufbaus Hongkongs größere Berühmtheit.
Lees Mutter Grace Ho stammte von den Ho-tungs ab, einem der reichsten und mächtigsten Clans von Hongkong. Sie war die Nichte von Sir Robert Ho-tung, dem Patriarchen des Clans.

#### Kindheit
So wuchs der junge Bruce Lee zwar in einem wohlhabenden und privilegierten Umfeld auf, aber dennoch prägte ihn die japanische Besatzung sehr. Lees Mutter erzählte oft, dass ihr damals noch nicht fünfjähriger Sohn auf den Balkon ihres Hauses ging und seine Faust gegen die am Himmel kreisenden japanischen Zeros erhob. Nach dem Ende des Krieges und der Rückkehr der britischen Herrschaft verkam Lees Viertel zu einer überfüllten, gefährlichen und von Banden-Rivalitäten geprägten Umgebung, was vor allem durch die enormen Flüchtlingsmassen verursacht wurde, die nach der Gründung der kommunistischen Volksrepublik China Zuflucht in der britischen Kronkolonie Hongkong suchten.
Nach Absolvierung der Grundschule wurde Lee mit zwölf Jahren in Hongkong auf einer renommierten katholischen Knabenschule, dem La Salle College – 喇沙書院 / 喇沙书院 – in Kowloon, zugelassen. Als Jugendlicher wurde Lee, wie so viele andere junge Chinesen damals in Hongkong, von englischen Mitschülern unfreundlich behandelt und verspottet, weil sie sich den Chinesen überlegen fühlten. Aufgrund seines rebellischen Naturells ließ sich Bruce Lee das nicht gefallen und verhöhnte mit seinen Freunden wiederum die englischen Mitschüler, was dann meist zu Schlägereien führte. Diese Erfahrung prägte ihn, und er entschloss sich, eine Kampfkunst zu erlernen. Sein erster Lehrer war sein Vater, der ihn die Grundlagen des Wu-Stils des Taijiquan lehrte. Da die Langsamkeit der Übungen und Bewegungen des Taijiquan aber nicht seiner Natur entsprach, war seine Mutter schließlich bereit, ihm den Unterricht in einer Kampfkunst zu finanzieren.

#### Wing Chun

Bruce Lee beim Wing-Chun-Training mit Meister Yip Man, Hongkong 1958

Mit 13 Jahren wurde Bruce Yip Man vorgestellt, einem der bekanntesten Meister des Wing Chun Kung Fu. Fünf Jahre lang (1954–1959) trainierte er unablässig. Nach nur einem Jahr allerdings weigerten sich die meisten von Yip Mans Schülern, mit Bruce zu trainieren, nachdem sie von seiner gemischten Abstammung erfahren hatten. Zu dieser Zeit war man in China gegen die Unterrichtung nicht-asiatischer Schüler in Kampfkunsttechniken. Bruce’ damaliger Sparring-Partner Hawkins Cheung erklärte, „Probably fewer than six people in the whole Wing Chun clan were personally taught, or even partly taught, by Yip Man“. („Vermutlich wurden im gesamten Wing-Chung-Clan weniger als sechs Leute persönlich von Yip Man trainiert oder überhaupt teilweise von ihm trainiert.“) Trotzdem zeigte Lee großes Interesse an Wing Chun und trainierte privat mit Yip Man und Wong Shun-leung 1955. Er verehrte Yip Man als weisen Lehrmeister und besuchte ihn auch noch in späteren Jahren.
Unter anderem lernte Lee Tritttechniken vom Taekwondo-Meister Jhoon Rhee, da hohe athletische Tritte im Wing Chun nicht gelehrt werden. Lee benutzte seine neuen Fähigkeiten anfangs, um auf seine Widersacher einzuprügeln. Allerdings kam er schnell zu der Einsicht, der wahre Wert einer Kampfkunst sei, durch Fähigkeiten des körperlichen Kampfes Selbstsicherheit aufzubauen bis zu dem Punkt, an dem man nicht mehr das ständige Verlangen spüre, seine Ehre durch Kämpfen zu verteidigen.
Er verbesserte seine Fähigkeiten durch hartes körperliches Training und war so zu enormen Leistungen fähig. Er besiegte zum Beispiel in einer Schulboxmeisterschaft seinen englischen Kontrahenten. Als begnadeter Tänzer gewann er 1958 die Cha-Cha-Cha-Meisterschaft in Hongkong; die flinken Bewegungen dieses Tanzstils sollten später zu einem seiner Markenzeichen werden.

### Aufbruch – Leben in Amerika
Allerdings hatten unter Bruce’ Begeisterung für Wing Chun, Cha-Cha-Cha und Frauen seine Schulnoten sehr zu leiden. 1956 wurde er schließlich wegen Aufsässigkeit, schlechter Schulnoten und seines Rufs als Störenfried vom La Salle College verwiesen und wechselte zum St. Francis Xavier’s College. Dort nahm er dann auch an einer Schulboxmeisterschaft teil, die von seiner Schule und der britischen King George V High School organisiert wurde. Nach den leichteren Ausscheidungskämpfen traf er auf den dreifachen Champion Gary Elms, den er in der dritten Runde zu Boden schickte. Zu dieser Zeit war die Rivalität zwischen den Schülern der einzelnen Kampfkunst-Schulen ziemlich groß, was oft in Straßenkämpfen mündete. Auch Bruce Lee nahm mit anderen Schülern Yip Mans an diesen teil.

“I was a punk and went out looking for fights. We used chains and pens with knives hidden inside them.”

„Ich war ein Straßenkind und suchte Kämpfe. Wir benutzten Ketten und Stifte, in denen Messer versteckt waren.“

Yip Man versuchte seine Schüler, so gut es ging, von solchen Straßenkämpfen fernzuhalten, und ermutigte sie stattdessen, an fairen sportlichen Wettbewerben teilzunehmen, konnte erstere aber letztendlich nicht gänzlich verhindern. Bei einem dieser Straßenkämpfe schlug Bruce seinem Gegner die Zähne aus (andere Quelle: Kieferbruch) und wurde daraufhin von dessen Eltern angezeigt. Die Polizei übergab Lee der Obhut seiner Eltern mit dem Hinweis, dass bei weiteren Vergehen mit einer Gefängnisstrafe für ihn zu rechnen sei.

“The police detective came and he says ‘Excuse me Mr. Lee, your son is really fighting bad in school. If he gets into just one more fight I might have to put him in jail’.”

„Der Polizist kam und sagte: ‚Verzeihung, Herr Lee, ihr Sohn ist in der Schule wirklich ein böser Schläger. Wird er noch einmal in eine Prügelei verwickelt, dann müsste ich ihn ins Gefängnis stecken.‘“

Wegen dieses Vorfalls, der vermeintlich besseren schulischen Möglichkeiten und um sicherzustellen, dass Lee weiterhin die US-amerikanische Staatsbürgerschaft behalten konnte, beschlossen seine Eltern, den 18-Jährigen nach San Francisco zu schicken. So reiste er im April 1959 mit nur 100 US-Dollar im Gepäck an Bord eines Dampfers der American President Lines in die Vereinigten Staaten. Auf dieser 17-tägigen Reise verdiente Lee ein wenig Geld, indem er den Passagieren der Ersten Klasse Cha-Cha-Cha-Unterricht gab.

#### Karriere und Erfolge
Übergangsweise lebte er zunächst bei einem alten Freund seines Vaters in San Francisco und verdiente dort weiterhin etwas Geld als Tanzlehrer. Hier verweilte er allerdings nur relativ kurze Zeit; schon ein paar Monate später bekam Bruce ein Jobangebot von einer Bekannten seines Vaters namens Ruby Chow, einer Restaurantbesitzerin. Bruce nutzte diese Chance und reiste zu ihr nach Seattle, wo er die Wohnung über Chows Restaurant bezog und als Platzanweiser und Kellner arbeitete. Von nun an konzentrierte sich Lee ausschließlich auf seine Ausbildung und holte tagsüber seinen High-School-Abschluss auf dem Seattle Central Community College nach, während er abends im Restaurant arbeitete. Im März 1961 immatrikulierte er sich an der University of Washington und begann dort ein Schauspiel-Studium. Später kamen noch Philosophie, Psychologie und andere Fächer hinzu.
In seiner Freizeit gab er interessierten Kommilitonen in Hinterhöfen, Parks und auf dem Universitätsgelände Kung-Fu-Unterricht, darunter Bruce Lees erster Schüler und Assistent Jesse R. Glover, Taky Kimura, der später sein erster offizieller Assistenztrainer und Freund fürs Leben werden sollte, sowie Bruce Lees spätere Frau Linda Emery.
Ende 1963, nachdem er den Sommer bei seiner Familie in Hongkong verbracht hatte, kehrte Lee nach Seattle zurück, wo er am University Way, nahe dem College-Campus, sein erstes offizielles „Jun Fan Gung Fu Institute“ eröffnete. Am 17. August 1964 heirateten Bruce Lee und Linda Emery und zogen gemeinsam nach Oakland, wo sie zunächst im Hause von James Yimm Lee wohnten. Bruce Lee und James, ebenfalls ein leidenschaftlicher Kampfkünstler, lernten sich durch gemeinsame Bekannte kennen und wurden schnell unzertrennliche Freunde. Lee hatte großes Vertrauen in James und setzte ihn in seinem zweiten Jun Fan Gung Fu Institute in Oakland als seinen Assistenztrainer ein.
Wegen der Exklusivität seiner Kwoons (Trainingsstätten) waren die beiden Institute finanziell nur mäßig erfolgreich, und die Einnahmen reichten vorerst nicht aus, zusammen mit der inzwischen schwanger gewordenen Linda in ein eigenes Haus zu ziehen. Dennoch widmete sich Lee mit großer Perfektion und Leidenschaft der Entwicklung seiner eigenen Kampfkunstmethode, die in den folgenden Jahren als Bruce Lees Jeet Kune Do (dt.: „Der Weg der eingreifenden/abfangenden Faust“) bekannt wurde.
1964 folgte Bruce Lee der Einladung von Ed Parker, dem sogenannten „Vater“ des amerikanischen Kenpo Karate, bei den ersten internationalen Karatemeisterschaften in Long Beach, Kalifornien, das bis dato in der westlichen Welt noch völlig unbekannte Kung Fu zu demonstrieren und zu erläutern. Der sogenannte One Inch Punch, den Lee während dieser Demonstration dem erstaunten Fachpublikum vorführte, wurde zu einem seiner berühmtesten Markenzeichen. Aus einer sehr kurzen Entfernung (1 Zoll = ca. 2,54 cm; daher der Name) führte er einen Fauststoß aus, der den Gegner nach hinten fallen ließ. Sein Auftritt sollte zum großen Wendepunkt in seinem Leben werden. Die Vorführung wurde von vielen Menschen, sowohl vor Ort als auch am Fernsehbildschirm, verfolgt. Unter ihnen war auch Hollywood-Starfriseur Jay Sebring, der dem Fernsehproduzenten William Dozier, der auf der Suche nach einem asiatischen Darsteller für seine Fernsehserie (Charlie Chan’s) Number One Son war, von Lees Fähigkeiten und Anziehungskraft auf das Publikum berichtete. Dozier setzte sich mit Ed Parker in Verbindung und bat ihn um die Videoaufzeichnung der Vorführung. Dozier war von der Bühnenpräsenz Bruce Lees ebenfalls sehr angetan und lud ihn umgehend zu Probeaufnahmen nach Los Angeles ein, die zu beiderseitiger Zufriedenheit verliefen. Weil die Batman-Serie seiner Greenway Production Company überaus erfolgreich angelaufen war, entschied sich Dozier jedoch, der Produktion einer weiteren, ebenfalls auf einer Comicfigur basierenden Fernsehserie mit dem Titel The Green Hornet den Vorrang zu geben. Somit musste Lee mehr als ein Jahr lang warten, bis er wieder etwas von Dozier hören sollte.

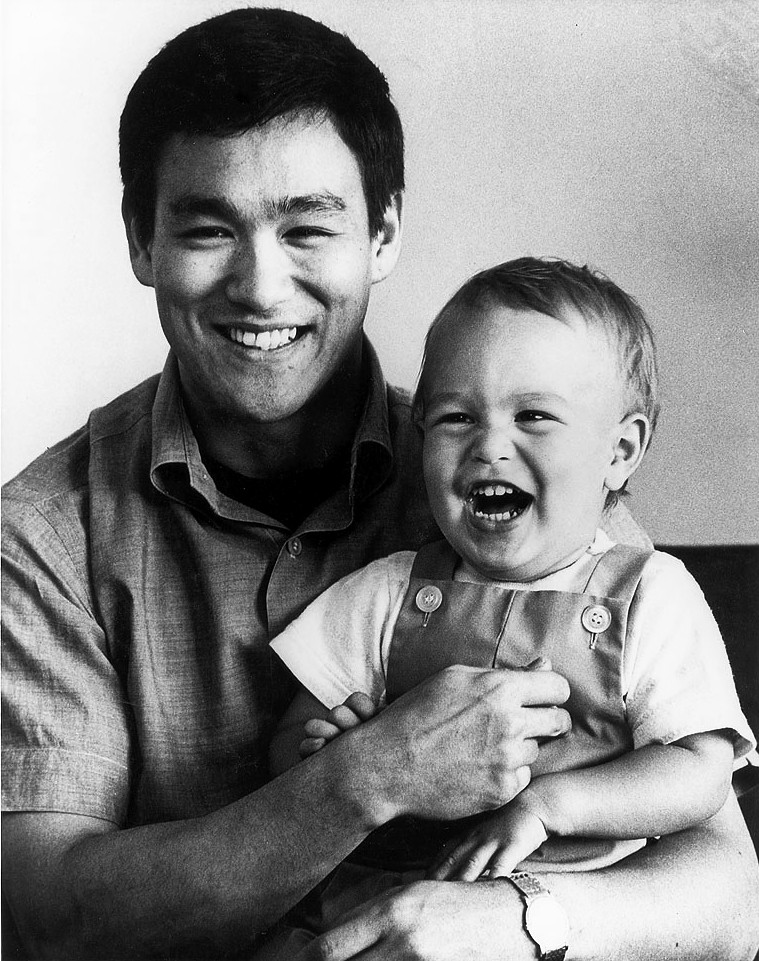
Vater Bruce und Sohn Brandon, 1966

Am 1. Februar 1965 brachte Linda ihr erstes Kind, Brandon Bruce Lee (李國豪), zur Welt. Lee bezeichnete ihn stolz als den einzigen blonden, blauäugigen Chinesen der Welt. Doch seine Geburt wurde schon eine Woche später von der Nachricht über den Tod von Lees Vater überschattet. Bruce Lee flog umgehend zur Beisetzung nach Hongkong; Linda und Brandon folgten ihm einige Tage später, wo sie dann vier Monate lang im Hause der Lee-Familie wohnten. Lee, der danach strebte, seine Filmkarriere in Hollywood fortzusetzen, blieb währenddessen in ständigem Kontakt mit William Dozier. Im September 1965 flog die junge Familie in die Vereinigten Staaten zurück, wo sie vorerst weitere vier Monate bei Lindas Familie in Seattle verbrachten, bis sie schließlich nach Oakland heimkehrten.
Nach dem „OK“ von Dozier für The Green Hornet zogen Linda und Bruce Lee im März 1966 nach Los Angeles; hier eröffnete Lee in Chinatown das dritte Jun Fan Gung Fu Institute, mit Ed-Parker-Schüler Dan Inosanto als seinem Assistenztrainer. In Los Angeles absolvierte er seinen ersten und einzigen formellen Schauspielunterricht, den die 20th Century Fox für ihn organisierte. Die Serie Green Hornet wurde wegen der geringen Einschaltquoten nach nur sechs Monaten und 26 ausgestrahlten Folgen wieder eingestellt. Dennoch verschaffte die Filmrolle des kampfkunsterfahrenen „Kato“ Bruce Lee eine große Anhängerschaft begeisterter Teenager und auch Erwachsener. Durch Hilfe und Einfluss solch prominenter Hollywoodgrößen wie James Coburn, Steve McQueen und Drehbuchautor Stirling Silliphant, die bei Lee zwischenzeitlich Trainingsstunden nahmen und mittlerweile gute Freunde von ihm geworden waren, konnte er sich durch Gastauftritte in Fernsehserien wie Ironside, Blondie und Here Come the Brides weiterhin im Blickfeld der Öffentlichkeit aufhalten. Gleichzeitig führte seine große Reputation als Kung-Fu-Experte dazu, dass sich einige der besten Karatekämpfer, wie Joe Lewis, Chuck Norris, Mike Stone und Louis Delgado, fachlich mit ihm austauschten und zum Teil Privatunterricht bei ihm nahmen.
1968 hatte er in Marlowe an der Seite von Hauptdarsteller James Garner seinen ersten Auftritt in einem abendfüllenden Hollywoodfilm. Am 19. April 1969 kam Tochter Shannon Lee (李香凝) zur Welt. Im selben Jahr richtete sich Lee mit seiner Idee vom „ultimativen Martial-Arts-Film“ an James Coburn und Stirling Silliphant. Doch trotz anfänglicher Begeisterung seitens Warner Brothers hinsichtlich des Drehbuchs zu Das Geheimnis des blinden Meisters (The Silent Flute) ließ das Filmstudio das Projekt wegen Realisierungsschwierigkeiten schließlich fallen.
1970 begannen Bruce Lee und Stirling Silliphant die Zusammenarbeit zur Pilotfolge der Fernsehserie Longstreet, in der sich Lee in der Rolle des Kampfkunstexperten regelrecht selbst spielte, was ihm eine überaus positive Publikumsresonanz einbrachte. Während eines Kurzbesuchs in Hongkong musste Lee zu seiner Überraschung feststellen, dass er in seiner Rolle als Kato in der Serie Green Hornet auf begeisterten Anklang beim chinesischen Publikum gestoßen war. Die Serie wurde auf allen Kanälen gesendet und aus reiner Begeisterung für ihren Landsmann kurzerhand in The Kato Show umbenannt. Entsprechend groß war das Medieninteresse an Bruce Lee, und daher brachten ihm die vielen Radio- und Fernsehinterviews, die er fortan gab, bald zahlreiche Angebote von Filmproduzenten aus Hongkong und Taiwan ein. Die Shaw-Brüder, die damals nahezu eine Monopolstellung in der Hongkonger Filmindustrie innehatten, unterbreiteten ihm einen Langzeitvertrag, den Lee aber wegen der geringen Gage ablehnte. Fast gleichzeitig machte ihm Raymond Chow, ein aufstrebender Filmproduzent, Eigentümer der Golden-Harvest-Studios und erklärter Konkurrent der Shaw-Brüder, ein lukratives Angebot über zwei Spielfilme, in denen Lee jeweils die Hauptrolle spielen sollte. Obwohl Lee seine filmische Zukunft nach wie vor in den USA sah, willigte er in das Angebot von Raymond Chow ein und nahm im Juli 1971 in Thailand die Dreharbeiten zu seinem ersten Feature-Film Bruce Lee – Die Todesfaust des Cheng Li auf. Die guten Kritiken, die er zwischenzeitlich für seine Rolle in der Pilotfolge von Longstreet erhielt, veranlassten Paramount Pictures dazu, Lees Engagement um drei weitere Folgen zu verlängern. Einen entsprechenden Vertrag unterzeichnete Lee nach Beendigung der Dreharbeiten in Thailand. Nach Ausstrahlung dieser weiteren Longstreet-Folgen überhäuften ihn sowohl Paramount Pictures als auch Warner Brothers mit verlockenden Angeboten. Trotzdem kehrte er, in Begleitung von Linda und den Kindern, zunächst nach Hongkong zurück, um seinen Vertrag mit Raymond Chow zu erfüllen. Im Oktober 1971 hatte The Big Boss Premiere und wurde auf Anhieb ein großer Erfolg. Der Film schlug alle bis dahin bestehenden Kino-Rekorde des Mandarin-Film-Circuits. Noch im selben Jahr begannen die Dreharbeiten für Lees zweiten Film Bruce Lee – Todesgrüße aus Shanghai (Fist of Fury), welcher bei der Uraufführung im März 1972 wiederum den Einspielrekord von The Big Boss einstellte.
Nach diesen finanziell zwar äußerst erfolgreichen, allerdings während der Dreharbeiten von großen Schwierigkeiten begleiteten Filmen wollte Bruce Lee in seinem nächsten Film eigene Ideen und Ansichten über die Kampfkünste und das Filmemachen umsetzen. So entstand das Drehbuch zu Die Todeskralle schlägt wieder zu. Für diesen Film, der u. a. in Rom gedreht wurde, engagierte er die beiden Karateweltmeister Chuck Norris und Robert Wall. Die von Lee choreografierten Kämpfe sollten in die Filmgeschichte eingehen. Wieder brach Lee mit seinem neuen Film, der 1972 allein in Hongkong mehr als fünf Millionen Hongkong-Dollar einspielte, alle Rekorde. Im Anschluss daran begann er mit den Dreharbeiten zu Bruce Lee – Mein letzter Kampf (Game of Death). Diese wurden jedoch unterbrochen und niemals beendet, da er zwischenzeitlich für die Hauptrolle in Der Mann mit der Todeskralle (Enter the Dragon), einer von Warner Brothers und Golden Harvest eingegangenen, prestigeträchtigen chinesisch-amerikanischen Koproduktion, unterzeichnet hatte. Im Februar 1973 begannen in Hongkong unter der Regie von Robert Clouse die Dreharbeiten zu diesem Film, der Bruce Lee postum die langersehnte Anerkennung in Hollywood bescherte und Anfang der siebziger Jahre den weltweiten „Kung Fu Craze“ auslöste. Als Game of Death 1978 schließlich in die Kinos kam, unterschied er sich völlig von Bruce Lees Originalkonzept. Erst 1999 fand der britische Autor Bey Logan dieses Originalkonzept in den Archiven von Golden Harvest. In dem Dokumentarfilm Bruce Lee – Der Weg eines Kämpfers von John Little aus dem Jahr 2001 sind die wiedergefundenen Filmfragmente erstmals zu sehen.
Obwohl seine Filmkarriere bereits im Alter von drei Monaten begann, bezeichnete Bruce Lee seine Rolle in The Beginning of A Boy, in dem er als Sechsjähriger mitspielte, als sein eigentliches Schauspieldebüt. Im Alter von acht Jahren folgte eine zweite Rolle, die ihm den Beinamen „Lǐ Xiǎolóng“ (Kleiner Drache Lee) einbrachte; unter diesem Namen war er fortan im gesamten Mandarin-Film-Circuit bekannt. In The Orphan hatte er dann schließlich mit 17 Jahren seine erste Hauptrolle. Bis zu seinem 18. Lebensjahr umfasste seine Filmografie bereits 20 Filme.

## Tod

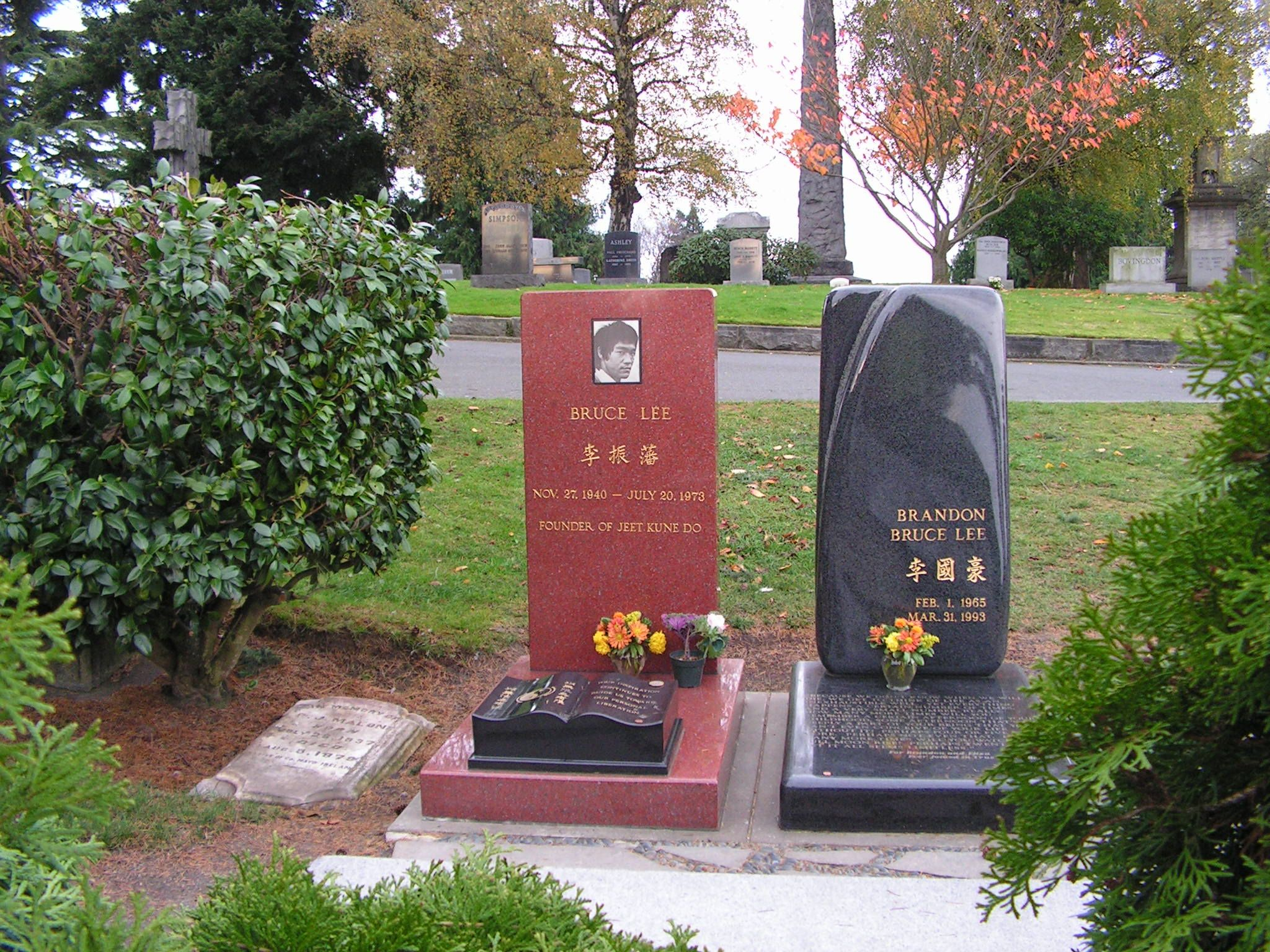
Grabsteine von Bruce und Brandon Lee in Seattle, 2005

Die Dreharbeiten zu Der Mann mit der Todeskralle (original Enter The Dragon) nahmen Lee physisch und psychisch so stark in Anspruch, dass er am Nachmittag des 10. Mai 1973 auf den Gängen der Golden-Harvest-Studios zusammenbrach. Er wurde mit Atemnot und Schüttelkrämpfen umgehend ins Krankenhaus gebracht. Nach eingehender Untersuchung in Hongkong und anschließend auch in Los Angeles wurden ein Hirnödem und ein epileptischer Anfall diagnostiziert.
Nach der Verordnung diverser Medikamente kehrten Bruce und Linda Lee beruhigt zu den Dreharbeiten nach Hongkong zurück. Hier wollte Lee die noch laufende Nachproduktion fertigstellen und dann mit seiner Familie nach Los Angeles zurückkehren. Bei Besprechungen zum Film Game of Death mit seiner Filmpartnerin Betty Ting Pei und Raymond Chow am Abend des 20. Juli 1973 wurde er nach Einnahme eines Schmerzmittels bewusstlos ins Queen Elizabeth Hospital in Hongkong eingeliefert, da Raymond Chow einen Krankenwagen über einen vertrauten Arzt rief. Lee hatte sich nach dem anstrengenden Tag bei seiner Filmpartnerin Betty Ting Pei ausgeruht und von ihr eine Kopfschmerztablette erhalten. Sein Körper zeigte auf keine der Wiederbelebungsversuche der Ärzte eine Reaktion.
Laut Obduktionsbericht und diversen medizinischen Gutachten starb Bruce Lee an den Folgen einer Hirnschwellung, ausgelöst durch eine allergische Reaktion auf das verabreichte Schmerzmittel. Einer Untersuchung aus dem Jahr 2005 zufolge könnte er aber auch durch einen epileptischen Anfall, bei dem Herz- und Lungentätigkeit versagten, gestorben sein. Bruce Lee verstarb im Alter von 32 Jahren.
In der TV-Dokumentarreihe Autopsy beschäftigte sich der forensische Pathologe Michael Hunter im Juli 2017 mit Lees Tod. Der britische Coroner Donald Teare (1911–1979), der Lees Leichnam 1973 untersuchte und bereits 1970 die Autopsie von Jimi Hendrix vorgenommen hatte, diagnostizierte als Todesursache eine allergische Reaktion gegen die ASS-Kopfschmerztablette (Markenname Equagesic, deutsch Aspirin). Hunter hingegen kam zum Schluss, Lee sei zwar durch die Hirnschwellung gestorben, aber diese sei durch die Krankheit Morbus Addison verursacht worden, welche wahrscheinlich auf Lees durchgehende Einnahme von Kortison zurückzuführen sei. Im Sommer 1970 hatte sich Lee eine schwere Rückenverletzung zugezogen, welche in seiner Krankenakte als slipped disc, also Bandscheibenvorfall, bezeichnet wird. Seine damaligen Ärzte hatten ihm geraten, nie wieder zu trainieren, aber dank regelmäßigen Kortisonspritzen konnte er nach einem halben Jahr wieder normal trainieren. Alle Symptome, die Lee in den letzten Wochen und Monaten vor seinem Tod zeigte, passten laut Hunter zu einer Nebennierenkrise, u. a. dass sich die Haut des Patienten rot-bräunlich verfärbt, er sowohl Gewicht als auch Appetit verliert und sehr viel schwitzt. In Lees Krankenakte sei auch zu lesen, dass er sich im November 1972 die Schweißdrüsen unter den Achselhöhlen entfernen ließ. In den Folgemonaten begann seine Haut, sich rot-bräunlich zu verfärben, und er verlor an Gewicht, was beides in Enter the Dragon zu sehen ist. Zu diesem Zeitpunkt wog er nur noch 56 kg, während er vorher 61–65 kg hatte. Seine Witwe Linda bestätigte auch, dass er in den letzten Monaten kaum noch Appetit hatte. Hunter sagt am Ende der Dokumentation, zum damaligen Zeitpunkt seien die Nebenwirkungen von Steroiden und Kortison noch nicht so bekannt gewesen wie heute (Stand: 2017).
Am 25. Juli 1973 gab es in Kowloon eine feierliche Trauerzeremonie, bei der außer Verwandten und engsten Freunden auch viele Stars und Angehörige der Filmbranche anwesend waren, um Bruce Lee die letzte Ehre zu erweisen. Wenige Tage danach überführte Linda Lee den Sarg in die USA, wo Bruce Lee am 30. Juli 1973 in Seattle auf dem Lake View Cemetery beigesetzt wurde. Seine Sargträger waren u. a. Steve McQueen, James Coburn und sein Bruder Robert Lee. Bruce Lee ebnete den Weg für viele inzwischen berühmt gewordene Martial-Arts-Schauspieler, wie Jackie Chan, Chuck Norris, Jean-Claude Van Damme, Tony Jaa, Stephen Chow, Sammo Hung, Jet Li, Donnie Yen, Steven Seagal und Michael Dudikoff.

## Nachruhm

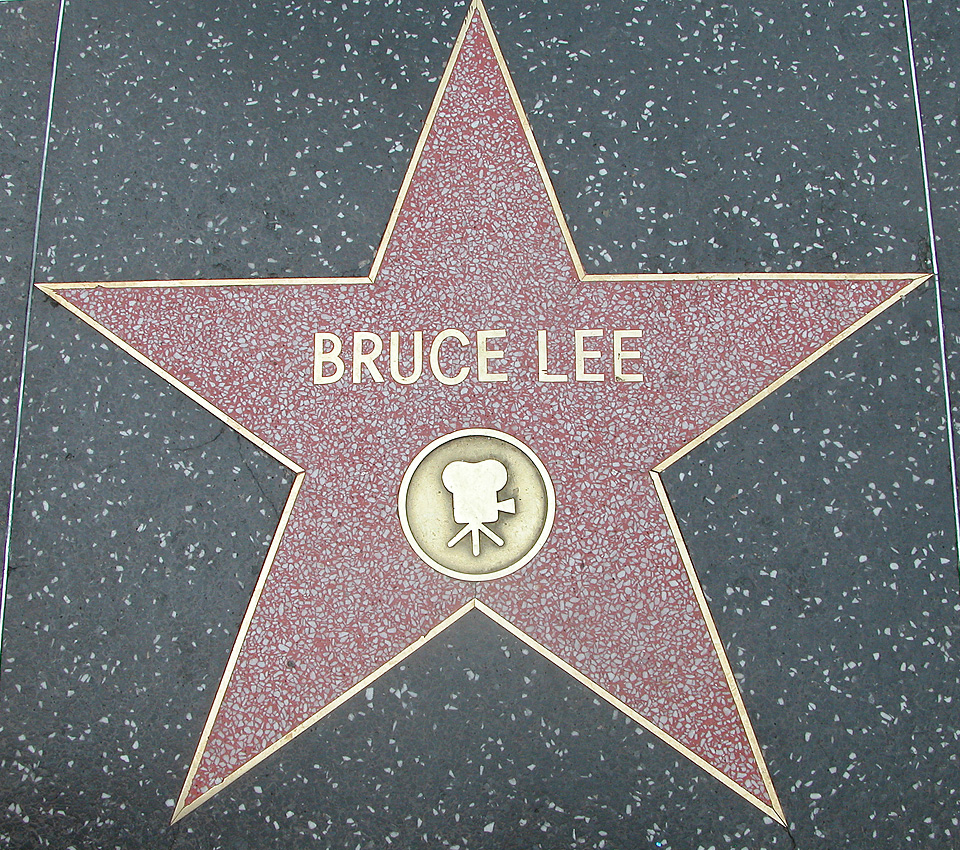
Bruce Lees Stern auf dem Hollywood Walk of Fame.

Am 28. April 1993, 20 Jahre nach seinem Tod, wurde Bruce Lee ein Stern auf dem Hollywood Walk of Fame verliehen. An diesem Tag versammelten sich Hunderte von Menschen, um dem „King of Kung Fu“ erneut Ehre und Dankbarkeit zu erweisen. Unter ihnen waren Witwe Linda Lee-Cadwell, Tochter Shannon, Bruder Robert, Bob Wall, John Saxon und Jean-Claude Van Damme.
Im selben Jahr erschien der Film Dragon – Die Bruce Lee Story – eine Biographie von Bruce Lee. Er selbst wurde gespielt von Jason Scott Lee. Am Drehbuch wirkte seine Frau mit.
Am 21. Juli 2003, anlässlich seines 30. Todestages, verfasste Things Asian einen Artikel: Seine Legende sei nach 30 Jahren immer noch stark geblieben, und er habe seinen Platz im „Volk der Kampfkünstler“ als größter Kampfkünstler aller Zeiten etabliert. Am 26. November 2005 wurde in Mostar an seinem 65. Geburtstag eine Statue von Bruce Lee enthüllt. Sie war auf Initiative der Mostarer Jugendgruppe „Städtische Bewegung Mostar“ mit finanzieller Unterstützung der deutschen Kulturstiftung des Bundes errichtet worden. Nach Aussage des Bewegungssprechers Nino Raspudić fiel die Wahl auf die verstorbene Kung-Fu-Legende, weil alle sich mit ihm identifizieren könnten. Mit der Statue soll ein Zeichen gegen die ethnische Zerrissenheit auf dem Balkan gesetzt werden.
Am 27. November 2005 wurde eine weitere Statue zu Ehren von Bruce Lee auf der Avenue of Stars im Hafen von Kowloon, Hongkong, enthüllt. Die Bronzestatue ist 2,5 m groß und wiegt 600 kg. Sie wurde vom bekannten chinesischen Bildhauer Cao Chongen in Guangzhou geschaffen und trägt die Aufschrift Star of the Century: Bruce Lee.

## Filmografie
- 1941: Golden Gate Girl
- 1946: The Birth of Mankind
- 1948: Wealth Is Like a Dream (Fu gui fu yun)
- 1949: Sai See in the Dream (Meng li xi shi)
- 1950: The Kid (Xi lu xiang)
- 1951: Infancy (Ren zhi cu)
- 1953: Blame it on Father / It’s Father’s Fault (Fu zhi guo)
- 1953: Qian wan ren jia
- 1953: The Guiding Light (Ku hai ming deng)
- 1953: A Mother’s Tears (Ci mu lei)
- 1953: In the Face of Demolition (Wei lou chun xiao)
- 1955: Gu xing xue lei
- 1955: Love (Ai)
- 1955: Gu er xing
- 1955: Love Part 2 (Ai xia ji)
- 1955: We Owe It to Our Children (Er nu zhai)
- 1956: Zao zhi dang cu wo bu jia
- 1956: Sweet Time Together (Zha dian na fu)
- 1957: The Thunderstorm (Lei yu)
- 1960: The Orphan (Ren hai gu hong)
- 1966–1967: Batman, Fernsehserie
- 1966–1967: Die Grüne Hornisse (The Green Hornet), Fernsehserie
- 1967: Der Chef (Ironside), Fernsehserie
- 1968: Blondie, Fernsehserie
- 1969: Here Come the Brides, Fernsehserie
- 1969: Der Dritte im Hinterhalt (Marlowe)
- 1971: Bruce Lee – Die Todesfaust des Cheng Li (Tang shan da xiong)
- 1971: Longstreet, Fernsehserie
- 1972: Bruce Lee – Todesgrüße aus Shanghai (Jing wu men)
- 1972: Die Todeskralle schlägt wieder zu (Meng long guo jiang)
- 1973: Der Mann mit der Todeskralle (Enter the Dragon)
- 1978: Bruce Lee – Mein letzter Kampf (Game of Death)

Anmerkung:
Als Lee starb, waren nur wenige Sequenzen von Bruce Lee – Mein letzter Kampf gedreht worden, darunter der spektakuläre Kampf gegen Kareem Abdul-Jabbar, einen 2,18 Meter großen Basketballprofi. Robert Clouse hat Jahre nach Lees Tod daraus einen vollständigen Film gemacht, indem er mehrere Doubles und zahlreiche Schnipsel aus Lees älteren Filmen einsetzte. Es gibt mehrere Versionen dieses Films. Außerdem wurden 27 Jahre nach seinem Tod neue Ausschnitte gefunden, die in dem Dokumentarfilm Bruce Lee – Der Weg eines Kriegers (A Warriors Journey) zu sehen sind.
Der Film Das Geheimnis des blinden Meisters (1978) basiert auf einer Handlung von Lee, welcher ursprünglich den Film inszenieren sollte.

## Nachahmer
Nach Lees Tod gab es zahlreiche Versuche, von seinem Ruhm zu profitieren. Im Englischen wurde hierfür der Begriff „Bruceploitation“ (englisch exploitation, „Ausbeutung“) geprägt. Mehrere Schauspieler spezialisierten sich auf Bruce-Lee-Imitationen. Bekannte Doppelgänger nannten sich z. B. Bruce Li, Bruce Le, Bruce Lai und Bruce Lei. Bei manchen Filmen wurde der Name „Bruce Lee“ in den Titel eingefügt, bei anderen hieß die Hauptrolle so. Insgesamt erschienen über hundert solcher Filme, von denen etliche auch in Deutschland zu sehen waren. Die meisten davon wurden im Tonstudio Wendel mit deutschen Dialogen versehen und von der Firma Schier-Film in Deutschland vertrieben.
In dem ugandischen Low-Budget-Actionfilm Who Killed Captain Alex? sowie weiteren Filmen der Wakaliwood-Filmstudios tritt eine Figur namens „Bruce U“ auf, welche in den Filmen als „Bruce Lee von Uganda“ vorgestellt wird.

## Dokumentation
- 2000: Bruce Lee: Der Weg eines Kämpfers (Originaltitel: Bruce Lee: A Warrior’s Journey)
- 2015: Too young to die: Bruce Lee – Die Faust Hollywoods bei Arte und ZDF, Regie: Annette Baumeister
- 2020: Die Bruce Lee-Story – "Be Water!", ARTE, USA, Regie: Bao Nguyen

## Popkultur

### Computer- und Konsolenspiele
- Bruce Lee (1983)
- Kung-Fu Master (1984, handelt von Game of Death)
- Dragon – The Bruce Lee Story (Sega Mega Drive, Super Nintendo (1993), Game Gear, Sega Master System, Atari Jaguar) (1995, basierend auf dem Film Dragon)
- Bruce Lee – Quest of the Dragon (Xbox) (2002)
- Bruce Lee: Return of the Legend (GBA) (2003)
- Bruce Lee: Dragon Warrior (iPhone/iPod/Samsung Wave(Bada))

Schließlich gibt es viele Videospielfiguren, die nicht nur vom Kampfstil, sondern auch optisch auf Lee und seiner bekannten Kleidung basieren, darunter:
- Marshall und Forest Law aus Tekken
- Maxi aus Soulcalibur
- Liu Kang aus Mortal Kombat
- Fei Long aus Street Fighter
- Kim Dragon aus World Heroes
- Jann Lee aus Dead or Alive
- Lee Sin aus League of Legends
- Bruce Lee aus EA Sports UFC
- Kicklee aus Pokémon
- Rock Lee aus Naruto

## Diverses
- Die in Guangzhou ansässige chinesische Gastronomiekette Kungfu nutzt ein dem verstorbenen Schauspieler Bruce Lee sehr ähnliches Stencil als grafisches Firmenlogo. Die US-amerikanische Schauspielerin und Tochter von Bruce Lee, Shannon Emery Lee (李香凝), reichte im Dezember 2019 Klage wegen Urheberrechtsverletzung bei einem Shanghaier Gericht ein.[40][41][42]